# A Fábrica da Violência
A Fábrica da Violência (em sueco Ondskan) é um romance do escritor sueco Jan Guillou, publicado em 1981.

É uma obra de ficção, na qual é contada a história de um jovem chamado Erik. Este romance perpassa questões de violência (principalmente), hierarquia e educação. Erik desde pequeno sofre da violência exercida pelo pai diariamente de uma forma sádica e metódica, acabando essa violência por se refletir em sua vida escolar. Após um trágico evento, ele e sua mãe elaboram um plano para ele mudar de cidade e escola, e recomeçar uma nova vida. Todavia, nem tudo acontece como o esperado.

## Filme
A Fábrica da Violência foi adaptada ao cinema pelo realizador Mikael Häfström, dando origem em 2003 ao filme Evil - Raízes do mal.